# Wu Daozi

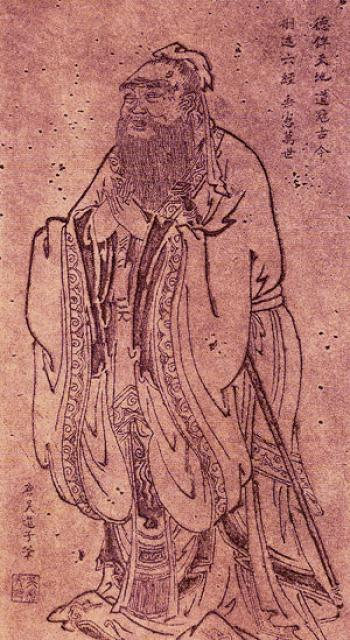
Retrato de Confucio por Wu Tao-tzu

Wu Tao-tzu o Wu Daozi (Chino simplificado: 吴道子, chino tradicional: 吳道子, pinyin: Wú Dàozǐ, Wade-Giles: Wu Tao-tzu)(680-740) artista chino de la dinastía Tang.
El mito narra cómo Wu Tao-tzu pintó un mural llamado "La Creación", encargado por el emperador Xuanzong. El mural se expone en una pared del palacio y muestra una escena de un valle rodeado de plantas y animales. Contenía además, según la leyenda, una montaña en la que había pintada una cueva. Luego de dar el pintor una palmada, entró por la cueva y cuando esta se cerró, por lo que se perdió para siempre ante los ojos antónitos del emperador.
(Este cuento inspiró una de las Nouvelles orientales de Marguerite Yourcenar, Comment Wang-Fô fut sauvé.)

## Referencias

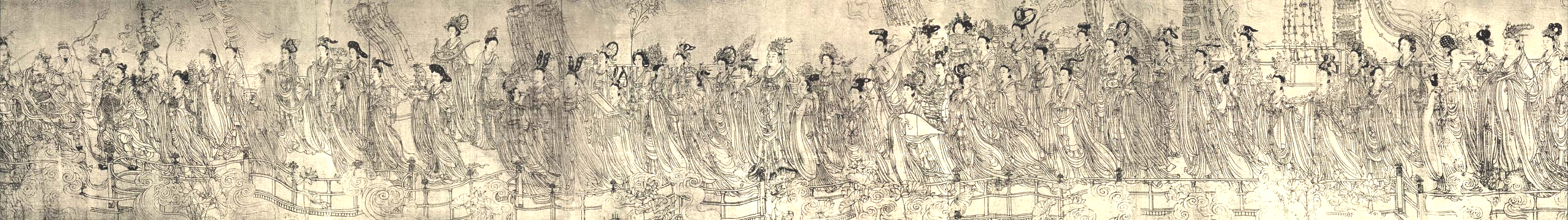
87 personas celestiales.